# مهمة تانبوبو

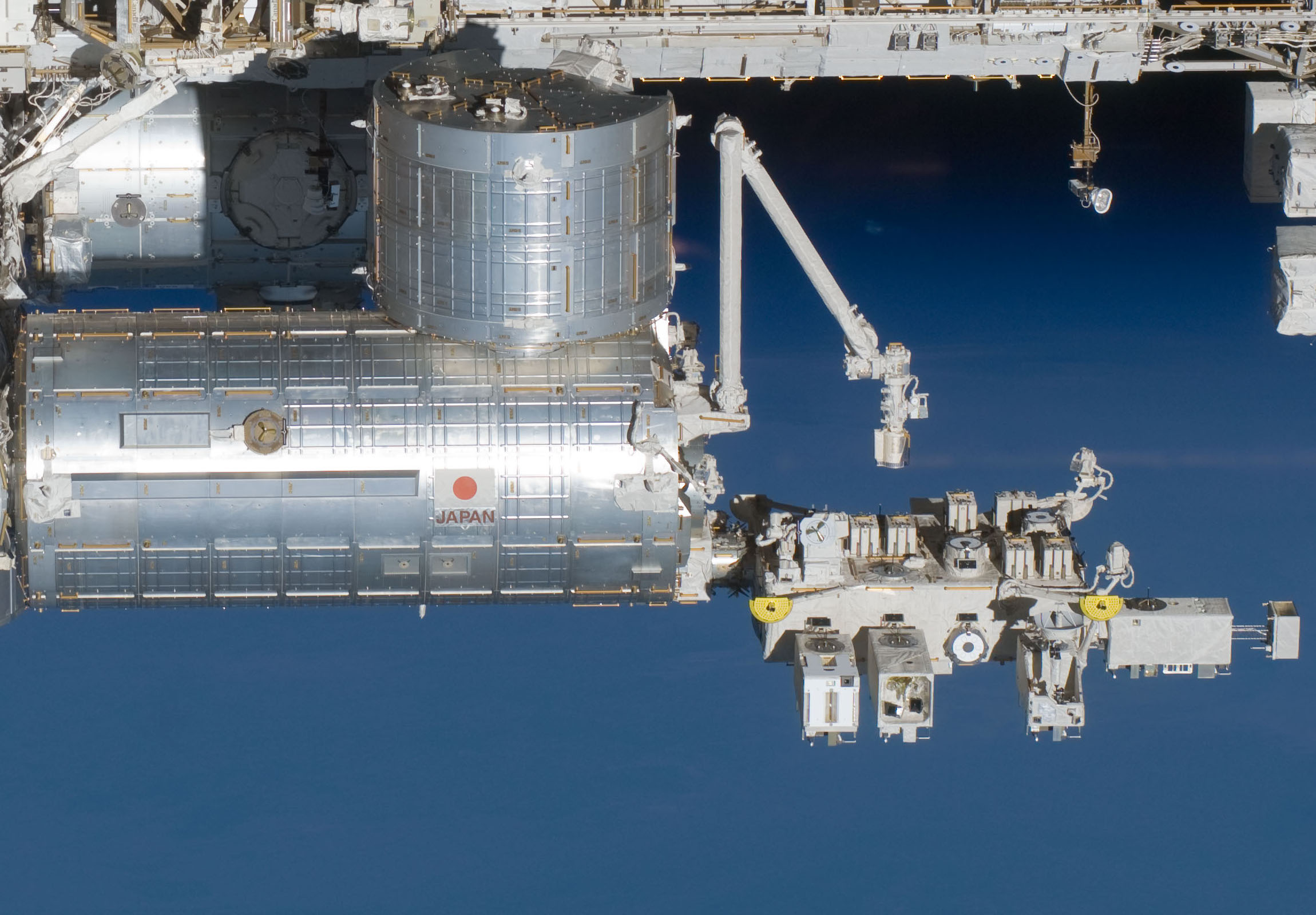

مهمة تانبوبو (بالإنجليزية: Tanpopo) هي تجربة مدارية تخص علم الأحياء الفلكي تبحث في الانتقال بين الكوكبي المحتمل للحياة والمركبات العضوية والجسيمات الأرضية المحتملة في مدار الأرض المنخفض. الغرض من ذلك هو تقييم فرضية التبذر الشامل وإمكانية الانتقال الطبيعي بين الكوكبي للحياة الدقيقة وكذلك مركبات البريبايوتك العضوية.
أُجرِيت مرحلة التجميع والتعريض بين مايو 2015 وفبراير 2018 باستخدام المرفق المكشوف الموجود خارج كيبو، التي هي الوحدة التجريبية اليابانية المتصلة بمحطة الفضاء الدولية. جمعت المهمة، التي صممتها وأدارتها اليابان، الغبار الكوني باستخدام هلام السيليكا منخفض الكثافة (الهلام الهوائي)، ويجري تحليل العينات بحثًا عن مركبات ذات الصلة بالأحماض الأمينية والكائنات الحية الدقيقة بعد عودتها إلى الأرض. استُرجعت العينات الأخيرة في فبراير 2018 ولا تزال عمليات التحليل جارية. المحقق الرئيسي للمهمة هو أكيهيكو ياماغيشي، الذي يرأس فريقًا من الباحثين من 26 جامعة ومعهد في اليابان، بما في ذلك منظمة استكشاف الفضاء اليابانية (جاكسا).

## وصف المهمة
صُممت تجارب الجمع والتعريض في مهمة تانبوبو لتأكيد الفرضية القائلة بأن المركبات العضوية خارج الأرض لعبت دورًا مهمًا في نشوء أولى أشكال الحياة الأرضية، بالإضافة إلى فحص فرضية التبذر الشامل. إذا تمكنت مهمة تانبوبو من اكتشاف كائنات حية دقيقة على ارتفاع أعلى من مدار الأرض المنخفض (400 كيلومتر)، فسيدعم ذلك الفرضية المحتملة للهجرة بين الكوكبية للحياة الأرضية. سُميت المهمة نسبةً لنبات الطرخشقون (تانبوبو) لأن بذور هذه النبتة تستحضر فكرة انتشار بذور الحياة عبر الفضاء.
جرت عمليات التعريض الخاصة بالمهمة في المرفق المكشوف على الجزء الخارجي من وحدة كيبو المُتصلة بمحطة الفضاء الدولية، بين مايو 2015 وفبراير 2018. جمعت المهمة الغبار الكوني وعرضت كائنات حية دقيقة مُجففة للبيئة الخارجية لمحطة الفضاء الدولية أثناء دورانها على ارتفاع 400 كيلومتر (250 ميل) فوق الأرض. ستختبر هذه التجارب بعض جوانب التبذر الشامل، أي فرضية نشوء الحياة خارج الأرض قبل أن تصلنا محمولةً على النيازك والكويكبات والمذنبات والغبار الكوني. ستختبر هذه المهمة أيضًا ما إذا كانت الكائنات الحية الدقيقة الأرضية (مثل مستعمرات الكائنات الحية الدقيقة في الهباء الجوي) موجودة، ولو مؤقتًا في حالة مُجففة بالتجميد، في المدارات الأرضية المنخفضة.
تشمل الكائنات الحية الدقيقة الرئيسية التي يجري دراستها ثلاثة أنواع من بكتيريا المكورة الغريبة: المكورة الغريبة المقاومة للإشعاع والهوائية والأثيرية. وُضعت حاويات أخرى تحتوي على الخميرة وكائنات حية دقيقة أخرى خارج وحدة كيبو لفحص قدرتها على النجاة بعد تعرضها للبيئة الباردة القاسية للفضاء الخارجي. من خلال تقييم العينات المُسترجعة من هذه الكائنات الحية الدقيقة الأرضية ونظائرها من المركبات العضوية، يمكن للعلماء التحقق من نجاتها ومن أي تغييرات قد تحدث لها أثناء السفر بين الكوكبي.
يهدف الباحثون أيضًا إلى جمع المركبات العضوية ومركبات بريبايوتك العضوية - مثل الأحماض الأمينية - التي تنتقل عبر الفضاء. جمعت المهمة غبارًا كونيًا وجزيئات أخرى خلال ثلاث سنوات باستخدام هلام السيليكا منخفض الكثافة للغاية (الهلام الهوائي) ثنائي الطبقات الذي يتمتع بكثافة تعادل 0.01 جرام/سنتيمتر مكعب (0.0058 أونصة/إنش مكعب) في طبقة العليا و0.03 جرام/سنتيمتر مكعب (0.017 أونصة/إنش مكعب) في الطبقة الأساسية. استُبدل بعض الهلام الهوائي كل عام إلى عامين حتى فبراير 2018.
الاسم الرمزي الرسمي للتجربة هو «علم الأحياء الفلكي لليابان» التي تمثل «تجارب علم الأحياء الفلكي لتعريض وجمع الكائنات الحية الدقيقة». 